# 拉維谷
0°12′S 40°42′W / 0.2°S 40.7°W

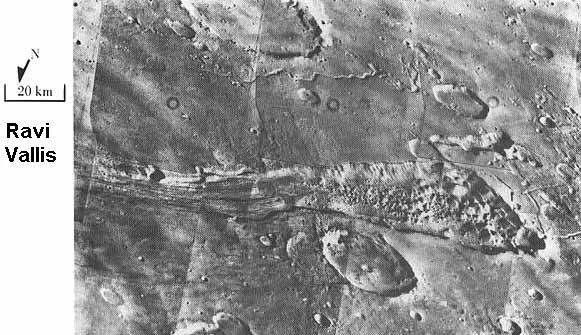
海盜號拍攝的拉維谷，可能是災難性的巨大洪水從右邊的混沌地形流出。位於珍珠灣區（Margaritifer Sinus）

拉維谷（Ravi Vallis）是火星珍珠灣區的一個古老溢出河道，位於0.2° S，40.7 W°。該峽谷長度205.5公里，以巴基斯坦的拉維河命名。